# براندی سیتی (کالیفرنیا)
براندی سیتی (به انگلیسی: Brandy City) یک منطقهٔ مسکونی در ایالات متحده آمریکا است که در شهرستان سیرا، کالیفرنیا واقع شده‌است. براندی سیتی ۱٬۱۲۹٫۹۱ متر بالاتر از سطح آب‌های آزاد واقع شده‌است.